# Федеральное министерство транспорта
Федеральное министерство транспорта и цифровой инфраструктуры Германии (нем. Bundesministerium für Digitales und Verkehr, BMDV)  — одно из министерств Германии, было создано в 1998 году путём слияния бывших Федерального министерства транспорта и Федерального министерства регионального планирования, строительства и городского развития, созданных в 1949 году. Новое министерство сначала было названо Федеральным министерством транспорта, строительства и жилищного хозяйства, пока не приняло своё нынешнее название в 2005 году.

## Агентства
Федеральное морское и гидрографическое агентство, расположенное в Санкт-Паули в Гамбурге предлагает среди прочего информацию по всем вопросам морского судоходства, специальные программы финансирования, сертификацию моряков и информацию о побережьях и  прибрежных водах Германии.